# Alatheus
 (novembre 2015).
Alatheus (? - 387) était un général ostrogoth de la seconde moitié du IVe siècle.

## Biographie
Il combat les Huns et les Alains de Balamber en 376 aux côtés des Wisigoths, et dirige différentes expéditions contre l'Empire romain d'Orient de 376 à 387. En 377, il vainc l'armée romaine à Salices, allié aux chefs wisigoths Fritigern et Alaviv. Il est également connu pour sa participation à la célèbre bataille d'Andrinople, en 378, durant laquelle il commande la plus grande partie de la cavalerie lourde gothique aux côtés de Fritigern, Alaviv, et Safrax. Avec ce dernier, ils étaient corégents des Ostrogoths depuis que le roi Withimer était mort en luttant contre les Huns et les Alains en 376. La cavalerie, constituée en grande partie de réfugiés ostrogoths qui avaient refusé de servir Balamber, joue un rôle décisif dans la destruction du flanc gauche de la cavalerie romaine au cours de la bataille, puis dans l'encerclement de l'infanterie lourde commandée par les généraux Trajan et Victor, encerclement donnant la victoire finale aux Barbares. 
Après Andrinople, il mit à sac de nombreuses villes de Thrace et du nord de la Grèce jusqu'à ce qu'il soit vaincu par le général romain Promotus, au service de Théodose Ier le Grand. À la suite de cette défaite, il s'établit à l'embouchure du Danube avec ses hommes, jusqu'à ce qu'il doive à nouveau affronter Promotus en 387, périssant au cours de la bataille.